# Мучен
Мучен (нем. Mutzschen) — бывший город в Германии, в земле Саксония, с 1 января 2012 года является районом города Гримма. Население составляет 2272 человека (на 31 декабря 2010 года). Занимает площадь 29,38 км².
Район подразделяется на 8 подрайонов.

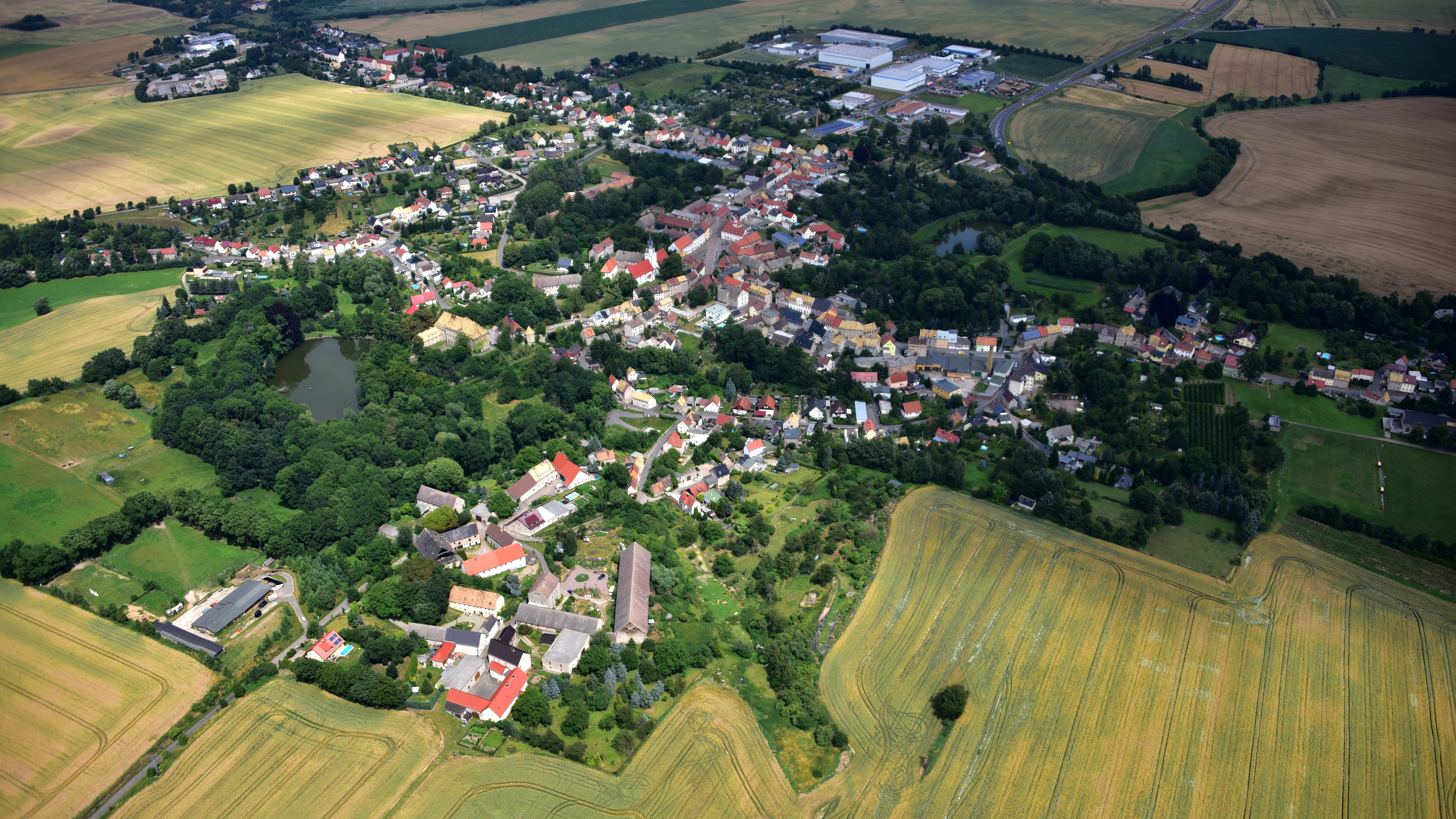

## Известные уроженцы и жители
- Бурсиан, Конрад (1830—1883) — немецкий филолог-классик, археолог и исследователь классической древности.